# 1886 en rugby à XV
Cette page présente les faits marquants de l'année 1886 en rugby à XV : les principales compétitions et évènements liés au rugby à XV et rugby à sept ainsi que les naissances et décès de grandes personnalités de ce sport.

## Principales compétitions
- Tournoi britannique (du 2 janvier au 13 mars 1886)

## Événements

### Janvier
- 1er janvier : fondation de l'International Rugby Football Board, son siège est à Dublin. Il définit notamment les règles du jeu et organise les principales compétitions[1].
- 2 janvier : l'Angleterre domine le pays de Galles à Blackheath sur le score de 5 à 3[2].
- 9 janvier : le pays de Galles subit une deuxième défaite contre l'Écosse à Cardiff sur le score de 2 à 0[3].

### Février
- 6 février : l'Irlande est battue chez elle à Dublin par l'Angleterre grâce à un essai marqué[4].
- 20 février : l'équipe d’Écosse bat largement l'Irlande 4 à 0 à Édimbourg[5].

### Mars
- 13 mars : l'Écosse et l'Angleterre font match nul zéro partout à Édimbourg[6]. Le Tournoi britannique est de nouveau inachevé cette année-là, le match opposant les Gallois aux Irlandais n'étant pas disputé. Cependant, l'Écosse et l'Angleterre, à égalité en tête du classement et ne pouvant plus être rejointes, sont déclarées vainqueures ex æquo.

De nouvelles règles du rugby sont publiées en mars 1886 : Laws of the Rugby Football Union.

### Octobre
Une nouvelle mouture des règles est publiée en octobre : Laws of the Rugby Football Union.

## Naissances
- 2 mars : Jack Jones, joueur de rugby à XV gallois. († 19 mars 1951).
- 14 juin : Pierre Guillemin, joueur de rugby à XV français. († 5 juin 1915).